# Roman Senowski
Roman Senowski (ur. 10 października 1891 we Lwowie, zm. 26 kwietnia 1920 w Koziatynie) – podporucznik kawalerii Wojska Polskiego, działacz niepodległościowy, kawaler Orderu Virtuti Militari.

## Życiorys
Urodził się 10 października 1891 we Lwowie, w rodzinie Grzegorza i Ludwiki z Borodziejów. Był młodszym bratem Mariana (1889–1927), legionisty, podporucznika piechoty Wojska Polskiego, aktora dramatycznego, pośmiertnie odznaczonego Krzyżem Niepodległości. 
Absolwent Szkoły Handlowej w Krakowie. W 1914 wstąpił do Legionów Polskich. Służył w 2 pułku ułanów, który został włączony w skład II Brygady Legionów Polskich podczas walk I wojny światowej. Ranny w bitwie pod Rokitną.
W odrodzonym Wojsku Polskim od listopada 1918 w szeregach 3 szwadronu 2 pułku szwoleżerów walczył na wojnie polsko-bolszewickiej. Poległ 26 kwietnia 1920 w czasie zagonu na Koziatyn: „w ataku nocnym na Koziatyn (...) widząc, że pancerka nieprzyjacielska zajeżdża na tyły własnego, spieszonego dywizjonu, samorzutnie z kilku ludżmi atakuje ją, mimo szalonego ognia trzech karabinów maszynowych i kartaczy nieprzyjacielskich. Celu dopiął, bowiem nieprzyjaciel pod ogniem granatów ręcznych jego patrolu cofnął się, sam jednak przypłaca życiem swe poświęcenie i brawurę”. Za ten czyn pośmiertnie został odznaczony Orderem Virtuti Militari. Pochowany w Krakowie na cmentarzu Rakowickim. 19 stycznia 1921 został pośmiertnie zatwierdzony z dniem 1 kwietnia 1920 w stopniu rotmistrza, w kawalerii, w grupie oficerów byłych Legionów Polskich.
Był kawalerem.

## Ordery i odznaczenia
- Krzyż Srebrny Orderu Wojskowego Virtuti Militari nr 5480[7][8][1][9]
- Krzyż Niepodległości – pośmiertnie 6 czerwca 1931 „za pracę w dziele odzyskania niepodległości”[10][11][12]
- Krzyż Walecznych dwukrotnie[1][13]